# Neil R. Crouch
Neil Robert Crouch (* 27. Januar 1967 in Bulawayo, Südrhodesien) ist ein südafrikanischer Botaniker. Er ist  stellvertretender Direktor des ethnobotanischen Zweigs am South African National Biodiversity Institute (SANBI) in Durban sowie Honorarprofessor an der School of Chemistry der Universität von KwaZulu-Natal. Sein botanisches Autorenkürzel lautet „N.R.Crouch“.

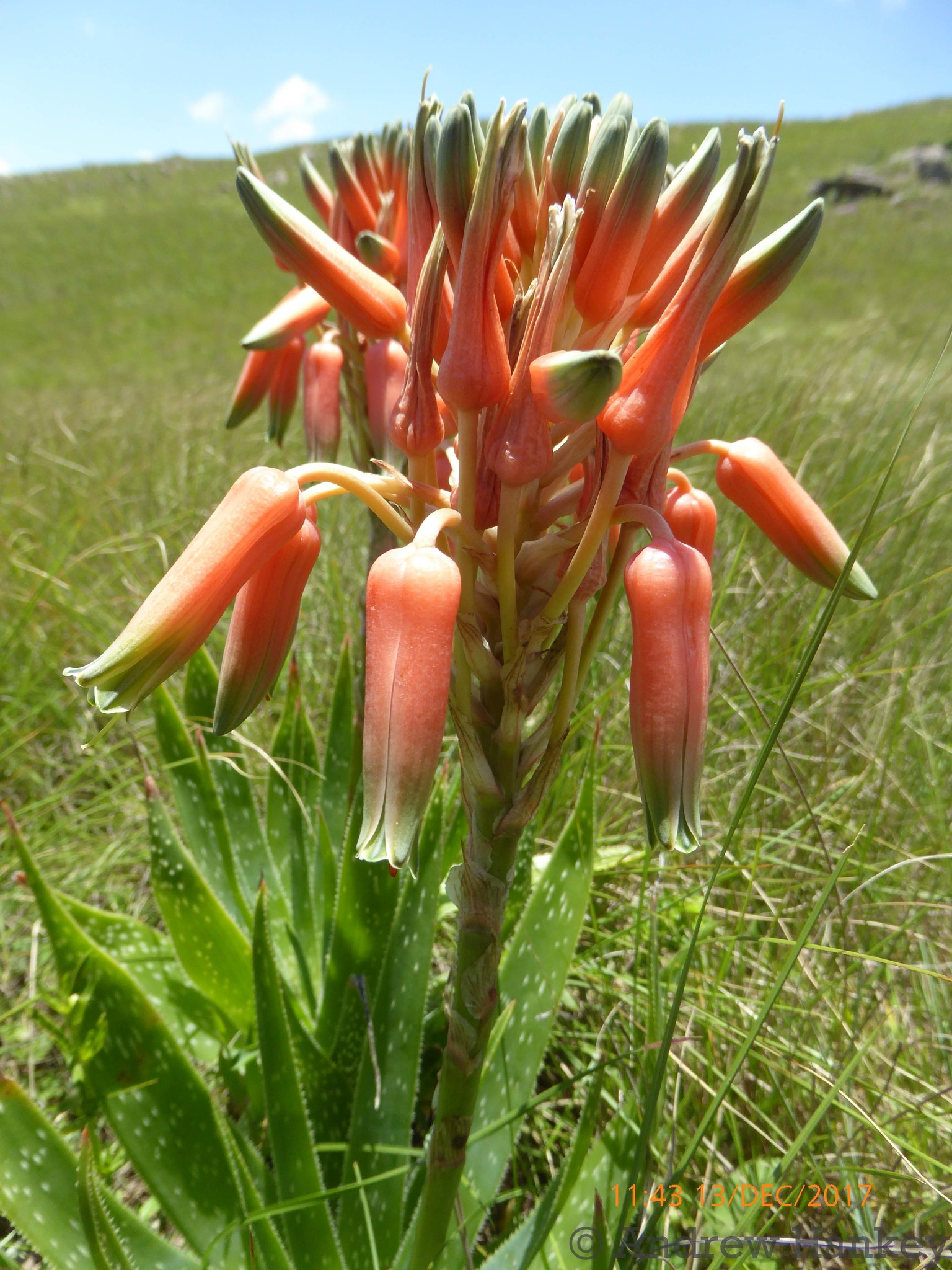
Aloe neilcrouchii wurde zu Ehren von Neil Crouch benannt.

## Leben und Wirken
Crouch erwarb 1988 den Bachelor of Science und 1989 den B.Sc. (hons) an der Universität von Natal. 1993 wurde er mit der Dissertation Effect of auxin on 6-(benzylamino)purine metabolism in suspension cultures zum Ph.D. an der Universität von Natal promoviert. 1994 trat er in den Dienst des National Botanical Institutes, einem der Vorläufer des SANBI, ein und widmete sich den verschiedenen Fragestellungen der Taxonomie, Biologie, Geographie und Ethnobotanik der Gattung Kalanchoe aus der Familie der Dickblattgewächse. 
Seine Arbeit führte zu neuen Nachweisen für das südliche Afrika sowie zur Neubewertung des Status und Ranges verschiedener Mitglieder dieser Gattung. Die daraus resultierenden Berichte sind seit den späten 1990er Jahren regelmäßig in der wissenschaftlichen Fachpresse erschienen.
Sein Forschungsinteresse gilt vor allem den Heilpflanzen und ihrem Potenzial für die Arzneimittelentwicklung. Crouch hat zahlreiche wissenschaftliche und populärwissenschaftliche Artikel veröffentlicht und eine Reihe von Büchern verfasst bzw. mitverfasst, darunter Medicinal and Magical Plants of Southern Africa An Annotated Checklist (2002), Medicinal Plants Traded on South Africa’s Eastern Seaboard (2003), Guide to succulents of southern Africa (2009), Ferns of southern Africa. A comprehensive guide (2011), Field guide to succulents in southern Africa (2017) und A Synoptic Review of the Aloes (Asphodelaceae, Alooideae) of KwaZulu-Natal, an Ecologically Diverse Province in Eastern South Africa (2020).
Crouch beschrieb zahlreiche Pflanzentaxa, darunter aus den Gattungen Aloe, Asplenium, Bulbine, Cotyledon, Crassula, Drimia, Eucomis, Gasteria, Haworthia, Isoetes, Kalanchoe, Ledebouria, Metathelypteris, Pilularia, Plectranthus, Pleopeltis, Selaginella, Stellarioides, Triandra, Turraea, Vera-duthiea und Zingela.

## Dedikationsnamen
Nach Crouch sind die Arten Kalanchoe crouchii Gideon F.Sm. & Figueiredo und Aloe neilcrouchii Klopper & Gideon F.Sm. benannt.